# Marcelo Martuciello
Marcelo Andrés Martuciello es un futbolista uruguayo.

## Clubes
| Club                      | País      | Año       |
| ------------------------- | --------- | --------- |
| Deportivo Maldonado       | Uruguay   | 1999-2000 |
| Querétaro Fútbol Club     | México    | 2000-2001 |
| Deportivo Maldonado       | Uruguay   | 2002-2003 |
| Club Atlético Fénix       | Uruguay   | 2003-2004 |
| Tacuarembó Fútbol Club    | Uruguay   | 2005      |
| Comunicaciones            | Guatemala | 2006      |
| Miramar Misiones          | Uruguay   | 2006-2007 |
| Sporting Cristal          | Perú      | 2007      |
| Miramar Misiones          | Uruguay   | 2008-2011 |
| Club Atlético Bella Vista | Uruguay   | 2011-2013 |